# P-02B
docomo STYLE series P-02B（ドコモ スタイル シリーズ ピー ゼロ に ビー）は、パナソニック モバイルコミュニケーションズによって開発された、NTTドコモの第三世代携帯電話（FOMA）端末である。docomo STYLE seriesの端末。

## 概要
2009年夏モデルのスライド型VIERAケータイ、P-08Aの後継機種で、当端末も「VIERAケータイ」を名乗る。
三菱電機から技術継承された「スピードセレクター」は新たに待受の状態から回転によりマイピクチャや辞書などの各種メニューを起動する機能を追加し、使い易さを向上。また、ピンクのみ、「スピードセレクター」中央の決定キーにハートのモチーフを埋め込み、イルミネーションの点灯でハート型が浮かび上がる遊び心を持たせた。また、メインディスプレイからその下の操作部までの周りをメタリックフレームで囲い、ワンランク上のリッチ感を演出した。なお、傾斜が付いた「スイングスライド」やドーム型で押し易い「ウェーブタイルキー」もP-08Aから継承されている。
また、当端末よりドコモのオペレータパックが導入されており、ソフトキーの配置が共通化している。
カメラの有効画素数は810万画素に上がり、P-03Bと同様に高速起動&高速オートフォーカスを搭載。また、メインディスプレイがタッチ操作に対応した為、ピントや露出に合わせたい部分をタッチするだけで調整できる「かんたんタッチカメラ」を搭載し、画面に指をなでるだけで写真がめくれるタッチアルバムも搭載。また、撮りたい被写体をロックするだけでカメラが自動で追尾し、ピントや明るさを自動調整する「追っかけフォーカス（タッチAF/AE・追尾AF）」を搭載。P-08Aに搭載されている「おまかせiA」も引き続き搭載しており、設定を変えなくてもカメラが撮影状況を自動認識し、最適な設定で撮影できる。また、2人の距離が近づいた時（ラブシャッター）や設定人数がそろったとき（グループシャッター）に自動でシャッターが切れる2つのオートシャッターも搭載されている。
ワンセグ機能では60fpsの「モバイルWスピード」に加え、高画質技術「モバイルPEAKSプロセッサー」により、10000:1の高コントラストで奥行き感のある映像を実現する「モバイルWコントラストAI」も搭載されている。また、バックライトと液晶パネルの改善により、赤や緑の色再現性領域を拡大し、より鮮やかで深みのある画質になった。モーションコントロールセンサーで表示方向を自動で切り替えられるほか、ブルーレイディスク連携機能も搭載しており、パナソニック製ブルーレイディーガの一部機種などで録画した映像を高画質を保持したまま転送してP-02B本体で視聴することができる。
また、当端末ではスヌーピーとコラボレーションしており、歩数計連動の待受Flashやメニュー画面、デコメ素材等に採用。標準でプリインストールしている。
| 主な対応サービス                   | 主な対応サービス                                                    | 主な対応サービス                       | 主な対応サービス                                     |
| ---------------------------------- | ------------------------------------------------------------------- | -------------------------------------- | ---------------------------------------------------- |
| タッチパネル                       | FOMAハイスピード （送信2.0Mbps/受信7.2Mbps）                        | Bluetooth                              | DCMX／おサイフケータイ                               |
| iアプリオンライン／地図アプリ      | 直感ゲーム／メガiアプリ                                             | iウィジェット                          | マチキャラ／iコンシェル（※）                         |
| ホームU／ポケットU                 | GPS（※）／ケータイお探し                                            | デコメール／デコメ絵文字／デコメアニメ | iチャネル                                            |
| 着もじ                             | テレビ電話/キャラ電                                                 | ケータイデータお預かりサービス         | フルブラウザ                                         |
| おまかせロック／バイオ認証         | 外部メモリーへiモードコンテンツ移行／ユーザーデータ一括バックアップ | トルカ                                 | iC通信／iCお引越しサービス                           |
| きせかえツール／ダイレクトメニュー | バーコードリーダ／名刺リーダ                                        | 2in1                                   | エリアメール／ソフトウェアーアップデート自動更新     |
| GSM／3Gローミング（WORLD WING）    | 着うたフル／うた・ホーダイ                                          | Music&Videoチャネル／ビデオクリップ    | デジタルオーディオプレーヤー(WMA)(AAC)(SDオーディオ) |

1. ↑  「しゃべる」のみ対応

※オートGPS対応

## ワンセグ機能
- EPG（録画予約も可）
- 字幕放送
- 「モバイルWスピード」による60fps表示

## プリインストールiアプリ
以下のiアプリが購入時に端末にプリインストールされている。
| アプリ名                       | 概要                                                                                             |
| ------------------------------ | ------------------------------------------------------------------------------------------------ |
| レッツタップ                   | タップの強弱で遊ぶ「レッツタップ」のモバイル移植版                                               |
| ケータイTOOL＜辞書＞           | 「学研 辞スパ英和・和英辞書」、「学研 国語辞書」を搭載した総合辞書。                             |
| リバーシ                       | ゲームアプリ                                                                                     |
| Gガイド番組表リモコン          | テレビ番組表とAVリモコン機能が1つになったアプリ                                                  |
| iD設定アプリ                   | おさいふケータイクレジット決済サービスiDの設定アプリ                                             |
| DCMXクレジットアプリ           | NTTドコモが提供するおさいふケータイクレジットDCMXの設定アプリ                                    |
| モバイルGoogleマップ           | Googleマップのアプリ。GPSを使った道案内、経路検索、衛星写真、ストリートビューなどを利用できる    |
| モバイルSuica登録用iアプリ     | モバイルSuica契約用のiアプリ                                                                     |
| iアバターメーカー              | iアバターを作成するアプリ                                                                        |
| いっしょにデコ                 | 2人で通信しながら、写真などの画像をデコレーションできるiアプリタッチ対応アプリ                   |
| 楽オク☆アプリ                  | 楽天オークションにいつでもどこでもカンタンに出品できるアプリ                                     |
| 地図アプリ                     | GPS機能を利用して、目的地を検索したり、乗り換え案内を駆使した、交通手段によるルートを表示が可能  |
| iアプリバンキング              | モバイルバンキングを簡単に利用するためのアプリ                                                   |
| Start! iウィジェット           | iウィジェットの使い方をムービーで見ることができるiアプリ                                         |
| マクドナルド トクするアプリ    | 日本マクドナルドのかざすクーポンなどを利用するためのアプリ                                       |
| iWウォッチ                     | iウィジェットにてグラフィカルな時計を楽しむiアプリ                                               |
| ROID ウィジェット              | モバイルサイト「ROID」の更新情報などを通知してくれるウィジェット                                 |
| 株価アプリ                     | iウィジェットにて株価情報を簡単に見ることができるアプリ                                          |
| Google モバイル                | Googleのモバイル検索機能が利用できるアプリ                                                       |
| FOMA通信環境確認アプリ         | FOMAハイスピードエリアやフェムトセルが利用できるかどうかを確認できるアプリ                       |
| ドコモ料金案内                 | 通話料・パケット通信料などの簡易な利用履歴を一覧やグラフで確認できるアプリ                       |
| モバイルAMCアプリ              | おサイフケータイを使ったANAの便利なサービスを利用できるようにするためのアプリ                    |
| ヨドバシゴールドポイントカード | おサイフケータイを使ってヨドバシカメラの「ヨドバシゴールドポイントカード」として利用できるアプリ |
| ビックポイント機能付きケータイ | おサイフケータイを使ってビックカメラの「ビックポイントカード」として利用できるアプリ             |

## 歴史
- 2009年（平成21年）11月10日 - F-01B - F-02B - F-03B - F-04B - L-01B - L-02B - L-03B - N-01B - N-02B - N-03B - P-01B - P-02B - P-03B - SH-01B - SH-02B - SH-03B - SH-04B - SH-05B - SC-01Bの開発を発表。
- 2010年（平成22年）2月26日 - 発売開始。

## 不具合
2010年7月20日に以下の不具合の修正がソフトウェアの更新でなされた。
- 海外（GSMエリア）でエリア内でも圏外状態のままとなる場合がある

2011年7月15日に以下の不具合の修正がソフトウェアの更新でなされた。
- 一部サイトにおいて、ファイルアップロードが正常に行われない場合がある。